# Culex axillicola
Culex axillicola é um espécie de mosquito do género Culex, pertencente à família Culicidae.